# 더블린-모너핸 폭파
더블린-모너핸 폭파(아일랜드어: Buamálacha Bhaile Átha Cliath agus Mhuineacháin, 영어: Dublin and Monaghan bombings)는 1974년 5월 17일 하룰 동안 아일랜드 공화국의 더블린과 모너핸에서 산발한 일련의 조직적인 차량 폭탄 테러이다. 러시아워 시간에 더블린에서 차 세 대가 폭발했고, 약 90분 뒤 모너핸에서 네 번째 차가 폭발했다. 이 테러로 민간인 33명과 태아 한 명이 죽고 거의 300명이 부상을 입었다. 이 테러는 북아일랜드 분쟁 30년 역사상 단일 사건으로는 최악의 유혈사태였다. 사망자의 나이는 5개월에서 80살까지 다양했으나 가장 많이 희생된 것은 젊은 여성들이었다.
1993년, 북아일랜드의 왕당파 준군사조직 얼스터 의용군(UVF)이 자신들이 범인이라고 밝혔다. UVF는 1969년 이래 아일랜드 공화국 땅에서 여러 차례의 테러를 벌였었다. 또한 영국 정보당국이 UVF를 도왔다는 강력한 심증이 존재한다. 이러한 심증 중 일부는 전직 정보당국 관계자들에 의해 증언된 것이며, 아일랜드 의회 합동정의위원회는 이 사건들을 영국군이 직접 개입한 국제적 테러사건이라고 규정했다. 테러가 일어나기 1개월 전 영국 당국은 UVF의 지위 분류를 금지 단체로 재조정했었다.
이 테러로 체포되거나 기소된 사람은 없다. 유족들의 요구에 따라 헨리 배런을 필두로 한 정부 조사단이 꾸려졌다. 조사 결과 작성된 2003년 보고서에 따르면 영국군 내부 인물이 관여되었을 가능성이 농후하나 확실한 물증이 부족하다. 한편 영국 정부에게 관련 문서를 공개해 달라는 요구는 거절되었다. 유족들은 오늘날까지도 영국 정부를 상대로 문서 공개를 요구하는 투쟁을 벌이고 있다.

## 같이 보기
- 1972년과 1973년 더블린 폭파